# Tolvhörning

Regelbunden dodekagon.

En tolvhörning eller dodekagon är en polygon med tolv hörn. Termen dodekagon har ibland använts i betydelsen regelbunden tolvhörning, det vill säga liksidig och likvinklig tolvhörning. Denna kan skapas genom att först rita en kvadrat, sedan rita en ny kvadrat och vrida den 30 grader, därefter rita en ny kvadrat och vrida den 60 grader, och slutligen sammanbinda de tolv uppkomna hörnen. För en annan konstruktion, se nedan.
Som exempel på oregelbundna tolvhörningar kan nämnas det grekiska korset och det latinska korset.

## Regelbunden dodekagon
I en regelbunden dodekagon har alla sidorna lika längd och alla vinklar är 150°.
Arean {\displaystyle A} av en regelbunden dodekagon med sidan {\displaystyle a} fås av:
{\displaystyle A=3\cot \left({\frac {\pi }{12}}\right)a^{2}=3\left(2+{\sqrt {3}}\right)a^{2}\approx 11{\text{,}}19615242a^{2}.}
Eller om {\displaystyle R} är radien av en omskriven cirkel, 
{\displaystyle A=6\sin \left({\frac {\pi }{6}}\right)R^{2}=3R^{2}.}
Om {\displaystyle r} är radien av en inskriven cirkel, 
{\displaystyle A=12\tan \left({\frac {\pi }{12}}\right)r^{2}=12\left(2-{\sqrt {3}}\right)r^{2}\approx 3{\text{,}}2153903r^{2}.}

## Konstruktion
En regelbunden dodekagon kan konstrueras med passare och rätskiva. Denna animation visar hur det kan göras.

Konstruktion av en dodekagon.